# Nikolaï Terpsikhorov
Nikolaï Borissovitch Terpsikhorov (Николай Борисович Терпсихоров), né en 1890 et mort en 1960 à Moscou (URSS), est un peintre soviétique, représentant majeur du réalisme socialiste Il est honoré du titre d'artiste émérite de la RSFSR.

## Biographie
Terpsikhorov étudie entre 1911 et 1917 à l'école de Constantin Iouon et Ivan Doudine à Moscou, puis continue sa formation auprès de Vassili Mechkov à l'École de peinture, de sculpture et d'architecture de Moscou sous la direction de Kassatkine de Vasnetsov et de Korovine. En novembre 1917, il s'engage dans l'Armée rouge et combat pendant la Guerre civile russe. Ensuite, il retourne à ses activités picturales. 
Terpsikorov est membre de l'école artistique de Moscou. De 1922 à 1932, c'est l'un des fondateurs et un membre actif de l'Association des artistes de la Russie révolutionnaire, participant aux onze expositions jointes de « Révolution, Vie et Travail » (1922-1929). Terpsikhorov est un représentant majeur de ce courant artistique et idéologique.
Il parcourt l'immense pays, afin d'en connaître les mœurs et de trouver de nouveaux sujets d'inspiration. Ses voyages éveillent aussi son intérêt envers les paysages. Ses voyages en République socialiste soviétique d'Ouzbékistan (1929) et en Turkménie (1935-1936) l'impressionnent fortement. Les couleurs vives de l'Asie centrale enrichissent sa palette et sa découverte de modes de vie différents élargit sa peinture de genre. Il est attiré par les caractéristiques de la nouveauté (Le Bazar aux livres, Le Train rouge). Ses esquisses turkmènes sont à la base de grandes peintures de genre, comme Les Faiseuses de tapis (1936) qui raconte de manière vivante et divertissante le labeur et la vie de ces femmes à l'atelier.
Pendant la Grande Guerre patriotique (1941-1945), Terpsikhorov se tourne vers des thèmes guerriers, dans le genre héroïque (Le Contournement de l'ennemi) ou dans un style plus quotidien (À l'arrière, Lettre du front).
Le thème principal de l'œuvre de l'artiste à la fin de sa vie, ce sont les paysages, poursuivant la tradition réaliste de peintres russes de la fin du XIXe siècle et du début du XXe siècle, avec parfois un sens épique (La Loi de la vie. La dérive des glaces, 1952), ou lyrique dans ses paysages de la campagne moscovite ou des bords de la Baltique des années 1950.   Ses paysages sont dépourvus de connotations idéologiques et trahissent l'attachement de l'auteur à la méthode réaliste dans l'art.

## Œuvre
N. B. Terpsikhorov appartient à la génération d'artistes dont la vie et l'œuvre étaient organiquement liées à la révolution, à l'histoire du jeune État soviétique.
Il est l'auteur de paysages, de portraits, d'aquarelles, d'affiches de propagande. Il est l'auteur de toute une série de toiles, dédiées à différents épisodes du passé révolutionnaire (Après l'ordre de ne pas épargner les balles, L'Étape), de tableaux décrivant la vie laborieuse dans sa nouveauté (La Vielle Russie apprend) ou le combat à la campagne du monde ancien et de l'ordre nouveau (Les Ennemis), ou encore le bonheur de l'enfance (Le Petit Mourzilka, Fenêtre sur le monde, Le Jour des oiseaux des jeunes naturalistes). 
La plupart des peintures de genre de l'artiste sont consacrés au thème de la guerre et au thème de la révolution (L'Enfance heureuse des enfants soviétiques, La Lutte contre les vestiges de la société bourgeoise, Les Joies d'une vie paisible). 
Les œuvres de Terpsikhorov sont conservées à la Galerie Tretiakov de Moscou, au musée russe de Saint-Pétersbourg, aux musées de Volgograd, Nijni Novgorod, Sébastopol, Sotchi, Khabarovsk, dans des collections en Russie et à l'étranger.

## Quelques œuvres
- Le Premier Slogan (1924)
- Au meeting (années 1930)
- La Fin de la dévastation dans les transports (années 1930)
- Journée de propagande des soldats de l'Armée rouge au village (années 1930)
- Avant les examens (années 1930)
- Adieu au printemps (années 1930)
- Ici Moscou ! (1937)
- Matin sur la Volga (1938)
- Portrait d'une ballerine (années 1940)
- Première lettre de Lénine à Staline. Novaïa Ouda dans l'oblast d'Irkoutsk (1949)
- Caucase (années 1950)
- Tempête pendant l'opération à l'isthme de Perekop (1940)

Il est le père de l'opérateur de cinéma Piotr Terpsikhorov (1923-1991).
Il meurt à Moscou, son casier funéraire se trouve au columbarium du cimetière Novodievitchi de Moscou.